# 草木子
《草木子》，元、明年間笔记，共四卷，元末明初葉子奇撰。
葉子奇於洪武年間曾任巴陵縣主簿。洪武十一年（1378年）二月十五日春天，有群吏在城隍庙窃饮猪脑酒事，子奇恰好經過，被县学生员发现舉發，子奇遭波及入獄；子奇在獄中“遇有所得，即书之，日积月累，忽然满卷”，出獄后集結為《草木子》一書。 
《草木子》中内容多为葉子奇耳闻目睹之事，内容广泛，舉凡天文、律历、草木、狐鬼、时政、灾乱等，广博搜罗，足見葉子奇博學多聞。本書具有一定的文献价值。正德年間黄衷刊刻此書，序说：“观天之文与地之法，鬼神屈伸之故，礼乐明备之体，阴阳顺逆之度，天人交与之征，卉木虫鱼之候，器象沿革之制，农圃术技之末，幽幻玄怪之迹，穷檐委巷谣歌之语，冥搜赜攟，区物而辨才，综百家之棼颣，列九域之风习。”